# 溝田繁
溝田 繁（みぞた しげる、1924年〈大正13年〉9月28日 - 2017年〈平成29年〉8月18日）は、日本の俳優。関西芸術座所属。本名同じ。 関西芸術座創立メンバー。大阪府出身。

## 人物
大阪専門学校中退後、1944年に劇団青雲座入団。その後、劇団芸術劇場、民衆劇場などの劇団を経て、1957年に関西芸術座創設メンバーとなる。テレビ黎明期より、各テレビ局製作のドラマ（特に時代劇）に数多く出演。幅の広い役柄をこなす重厚な演技力で、茶の間でもお馴染みの俳優として親しまれた。
『お毒味役主丞 乾いて候』と『暴れん坊将軍』（第1シリーズ）で水野忠之を2度演じている。
趣味は旅行。
近年は舞台を中心に活躍していた。2017年死去。92歳没。

## 出演作品

### テレビドラマ
- 名探偵ルコック（1957年、OTV）
- 夜の十時劇場 / 花影（1961年、CX）
- 部長刑事（ABC）
  - 第10話「無頼の宿」（1958年）
  - 第18話「初夢と亡者」（1959年）
  - 第31話「狂ったハンドル」（1959年）
  - 第75話「焔が呼んでいる」（1960年）
  - 第113話「アリバイ」（1960年）
  - 第156話「二つの兇弾」（1961年）
  - 第163話「ドルが欲しい」（1961年）
  - 第194話「警察は手を引け」（1962年）
  - 第222話「小さい協力者」（1962年）
  - 第248話「そこに餌があった」（1963年）
  - 第249話「つまみ屋」（1963年）
  - 第257話「ダウ暴落59円」（1963年）
  - 第287話「日陰の花」（1964年）
  - 第307話「巷の眼」（1964年）
  - 第314話「霧笛」（1964年）
- 一年半待て（1961年、TBS）
- 釜ヶ崎（1961年、ABC） - 機動隊長
- ダイヤル110番（NTV）
  - 第287話「ウソツキ親子」（1963年）
  - 第305話「たった一本の道」（1963年）
- 闖入者（1963年、NHK大阪 教育テレビ） - A・男
- 風雪 / 開化仇討異聞（1964年、NHK） - 一瀬直久
- 銭形平次（CX / 東映）
  - 第17話「切られた綱」（1966年）
  - 第189話「能面の男達」（1969年） - 嘉兵ヱ
  - 第301話「城を出た女」（1972年）
  - 第429話「朱い吹矢」（1974年） - 肥前屋
  - 第480話「三十六番目の若様」（1975年） - 老中
  - 第507話「消えた証文」（1976年） - 越後屋・仙ヱ門
  - 第516話「やわ肌鉄火」（1976年） - 仁助
  - 第546話「男になりたい男（1976年） - 鳥羽蔵
  - 第565話「親心 涙ひとすじ」（1977年） - 伝造
  - 第589話「岬に立つ少年（1977年） - 松前屋
  - 第647話「恩返しのかんざし」（1978年） - 松林堂主人
  - 第651話「狙われた密会」（1978年） - 惣兵ヱ
  - 第703話「想い出の紙風船」（1980年） - 伏見屋
  - 第728話「瞳の中の鐘」（1980年） - 玄庵
  - 第745話「謎の南蛮かるた」（1981年） - 但馬屋
  - 第765話「血を吸う部屋」（1981年） - 柴田屋
  - 第794話「危うし!亀沢藩十二万石」（1982年） - 滝沢左門
  - 第831話「炎の殺人」（1982年） - 近江屋惣右ヱ門
  - 第854話「許されざる者」（1983年） - 渡辺帯刀
  - 第868話「七つの顔の平次」（1983年）
  - 第885話「平次隠密軍団」（1984年）
- 東西屋大将（1968年、KTV） - ナレーター
- 花のお江戸のすごい奴 第11話「くちなしの花が散る」（1969年、CX） - 源兵ヱ
- プロファイター 第9話「ダイヤの目をした女」（1969年、NTV）
- 銀河ドラマ / 天使の羽根（1969年、NHK） - 刑事
- 銀河ドラマ / どこかでなにかが（1970年、NHK） - 課長
- 絵島生島（1971年、12ch）
- さむらい飛脚 第9話「海賊の遺産」（1971年、NET）
- 清水次郎長 第46話「久六!命はもらった」（1972年、CX）
- 銀河ドラマ / 霧の旗（1972年、NHK） - 堀田弁護士
- 江戸を斬る 梓右近隠密帳 第16話「悲願の直訴状」（1973年、TBS）
- 天皇の世紀 第2回「大政奉還」（1973年、ABC） - 中山忠能
- 遠山の金さん捕物帳（NET / 東映）
  - 第68話「泥棒志願の男」（1971年）
  - 第91話「シャモを愛した女」（1972年）
  - 第122話「禁じられた恋の女」（1972年）
  - 第138話「天井天下に命を張った男」（1973年）
- けったいな人びと（1973年 - 1974年、NHK）
- ご存知遠山の金さん（1974年、NET / 東映）
  - 第39話「鳥になった男」
  - 第51話「天馬のいななき」
- 遠山の金さん 杉良太郎版 （NET/東映）
  - 第43話「江戸と浪花の風来坊」（1976年）‐丹波屋
  - 第55話「背信」（1976年）-材木問屋 対馬屋
  - 第71話「女騒動!うわなり打ち」（1977年） -松山藩江戸屋敷要人
- 大岡越前（TBS / C.A.L） 
  - 第3部
    - 第11話「夜の奉行」（1972年8月21日） - 近江屋嘉兵衛
    - 第23話「狙われた男」（1972年11月20日） - 伊丹屋十兵ヱ

  - 第4部 第23話「持った病の人助け」（1975年3月10日）
  - 第5部 第9話「大奥の陰謀」（1978年4月3日） - 医師
  - 第6部
    - 第9話「千両富は俺のもの!」（1982年5月3日） - 角兵衛
    - 第19話「釣り忍の女」（1982年7月12日）

  - 第7部 第8話「美女に迫る魔の牙」（1983年6月13日） - 駿河屋主人
  - 第9部
    - 第12話「縛られたお地蔵様」（1986年1月13日） - 望月小太夫
    - 第25話「怨みを買った男」（1986年4月14日）

  - 第10部 第1話「大岡越前」（1988年2月29日）
  - 第11部 第16話「三方納めた一両損」（1990年8月6日） - 吉兵衛
  - 第12部
    - 第13話「殺しを見ていた女」（1992年1月13日）
    - 第20話「帰らぬ父は御金蔵破り」（1992年3月2日） - 臼倉美濃守

  - 第13部
    - 第8話「抜荷の鍵は仏様」（1993年1月4日） - 商家の主人
    - 第10話「女を喰った非道医者」（1993年1月18日） - 久兵衛
    - 第19話「両刃が抉る復讐の謎」（1993年3月22日） - 島原屋
    - 第24話「伊織を狙う狐面の女」（1993年4月26日） - 医者

  - 第14部 第5話「嘘つき婆さんの人助け」（1996年7月15日） - 川勝右京太夫
  - 第15部
    - 第9話「白洲に立った将軍様」（1998年11月2日） - 政吉
    - 第20話「裏切られた友情」（1999年2月1日） - 梶原図書
    - 第26話「帰って来た友情」（1999年3月15日） - 多岐元孝
- 必殺シリーズ（ABC / 松竹）
  - 必殺仕置人 第3話「はみだし者に情なし」（1973年） - 小笠原頼母
  - 助け人走る 第32話「偽善大往生」（1974年） - 貝塚彦兵衛
  - 必殺仕置屋稼業 第21話「一筆啓上逆夢が見えた」（1975年） - 水沼
  - 必殺仕業人
    - 第6話「あんたこの裏切りどう思う」（1976年） - 結城屋
    - 第11話「あんたこの根性どう思う」（1976年） - 須藤

  - 必殺からくり人 第8話「私ハ待ッテル一報ドウゾ」（1976年） - 久右ヱ門
  - 新・必殺仕置人 第28話「妖刀無用」（1977年）- 西尾孫太夫
  - 必殺商売人 第26話「毒牙に噛まれた商売人」（1978年） - 奉行 津田
  - 必殺仕事人 第78話「疾風技 浮世節無情斬り」（1980年） - 与力・長谷部監物
  - 必殺仕舞人 第10話 「身を投げ生きる安里屋ユンタ -琉球-」（1981年） - 島津剛之介
  - 新・必殺仕事人 第10話「主水純情する」（1981年） - 跡部大学
  - 新・必殺仕舞人 第13話「別れ囃子は阿波踊り」（1982年） - 家老
  - 必殺仕事人III 第1話、27話（1982年 - 1983年） - 西順庵
  - 必殺仕事人IV 第1話、21話、41話、43話（1983年 - 1984年） - 西順庵
  - 年忘れ必殺スペシャル 仕事人アヘン戦争へ行く 翔べ!熱気球よ香港へ（1983年） - 西順庵
  - 必殺渡し人 第4話「花火の夜に渡します」（1983年） - 弥兵衛
  - 必殺仕事人V 第1話「主水、脅迫される」（1985年） - 西順庵
  - 必殺仕事人V・激闘編 第20話「主水、健康診断にひっかかる」（1985年） - 玄徳
  - 必殺橋掛人 第13話「子連れ刺客の魔剣を探ります」（1985年） - 加納
  - 必殺まっしぐら! 第1話「秀が帰って来た!」（1986年） - 奉行
  - お待たせ必殺ワイド 仕事人vs秘拳三日殺し軍団 主水、競馬で大穴を狙う!?（1988年） - 仁兵衛
  - 必殺仕事人・激突!
    - 第10話「主水、出勤日数をごまかす」（1991年） - 松岡越中守
    - 第20話「主水、京に上る」（1992年） - 阿部出羽守
- 水戸黄門（TBS / C.A.L）
  - 第3部 第20話「帰って来た男 -土佐-」（1972年4月10日）- 野々村内記
  - 第5部 第19話「親恋し娘巡礼 -今治-」（1974年8月12日）- 和尚
  - 第7部
    - 第1話「水戸から消えた黄門さま -水戸・白河-」-」（1976年5月24日）- 医者 ※ノンクレジット
    - 第33話「十七年目の泣き笑い -伊勢崎-」（1977年1月3日）

  - 第8部 第3話「東海道お化け旅籠 -平塚-」（1977年8月1日） - 中年の侍
  - 第9部 第22話「初春女狐騒動 -諏訪-」（1979年1月1日） - 目付
  - 第10部 第9話「三人の無法者 -新城-」（1979年10月8日） - 太兵衛
  - 第12部 第10話「殴られた黄門様 -伏見-」（1981年11月2日） - 世話役
  - 第13部
    - 第1話「天下を狙う忍びの罠 -水戸・江戸-」（1982年10月18日） - 水戸家武士
    - 第10話「尾張名古屋の妖怪退治 -尾張-」（1982年12月20日） - 家老

  - 第14部
    - 第2話「悪を斬る! 白狐の剣 -郡山-」（1983年11月7日） - 内藤四郎兵衛
    - 第12話「偽黄門の悪退治 -大館-」（1984年1月16日） - 小野寺義通
    - 第30話「凄絶!忍者砦の決闘 -名張-」（1984年5月21日） - 藤堂采女

  - 第15部 - 柳沢吉保の御用人
    - 第1話「謎の美剣士 隠密旅 -高松-」（1985年1月28日）
    - 第11話「老公暗殺!火炎地獄 -福岡-」（1985年4月8日）

  - 第16部
    - 第24話「母恋し涙の角兵衛獅子 -新発田-」（1986年10月6日） - 役人
    - 第28話「娘を救った偽黄門 -弘前-」（1986年11月3日） - 大原

  - 第17部 - 柳沢吉保の御用人
    - 第1話「水戸黄門 -水戸・江戸-」（1987年8月24日）
    - 第9話「陰謀暴く裏切り忍法 -鳥羽-」（1987年10月26日）

  - 第18部
    - 第6話「めざす敵は領主様 -佐野-」（1988年10月17日） - 奥田
    - 第11話「姫様・馬子が瓜二つ -犬山-」（1988年11月21日） - 坂口武太夫
    - 第21話「化け猫の仇討ち -久留米-」（1989年2月6日）- 田川頼母
    - 第33話「天下を裁く御意見番 -江戸-」（1989年5月1日） - 柳沢吉保の御用人

  - 第19部 第5話「謎の剣士!烏天狗 -中村-」（1989年10月23日）- 泉田左衛門
  - 第21部
    - 第5話「恩讐越えた恋人形 -三次-」（1992年5月4日） - 頼母木修理
    - 第11話「姫君替玉大作戦 -阿蘇-」（1992年6月15日） - 岡部彦太夫
    - 第22話「仏の里の鬼退治 -彦根-」（1992年8月31日） - 安藤帯刀
    - 第32話「世直し旅よ永遠に -江戸-」（1992年11月9日） - 堀田備前守の御用人

  - 第22部
    - 第7話「悲願叶えた夢花火 -岡崎-」（1993年6月28日） - 菊乃屋
    - 第25話「夢の中で若旦那 -鳥取-」（1993年11月1日） - 伍平

  - 第23部
    - 第26話「悪が群がる山鹿灯籠 -山鹿-」（1995年2月6日） - 孝右衛門
    - 第30話「世直し剣が悪を斬る -今治-」（1995年3月6日） - 加賀見主水之丞

  - 第24部
    - 第3話「恋しい人は凶状持ち -駿府-」（1995年10月2日）- 本多継道
    - 第11話「悪を懲らした大予言 -松山-」（1995年11月27日） - 足立重信
    - 第35話「悪を懲らした三春駒 -三春-」（1996年5月27日） - 瀬島勘解由

  - 第25部
    - 第13話「若様の水門破り-高松-」　　　　(1997年3月17日)　- 大久保勘左衛門
    - 第28話「八が恋した美人妻 -新潟-」　（1997年7月7日）- 蓑浦次郎左
    - 第42話「お銀が結んだ父子-結城-」　　　(1997年10月20日)　- 佐伯紋太夫

  - 第26部
    - 第7話「命を賭けた忍びの対決 -豊後高田-」（1998年3月30日） - 早坂帯刀
    - 第25話「母に背いた娘の涙 -諏訪-」（1998年8月10日） - 仙波主水

  - 第27部 第8話「黄門様はニセ黄門!? -横手-」（1999年5月10日） - 戸村十太夫
- 女の運命（1976年 - 1977年、NHK）
- 影同心II 第24話「そして影は去った!!」（1976年、MBS / 東映） - 仙石屋
- 横溝正史シリーズI「犬神家の一族」（1977年、TBS） - 神主・大山
- 柳生一族の陰謀 第23話「宮本武蔵の首を取れ!」（1978年、FNS / 関西テレビ放送・東映） - 国家老・鹿子木監物
- 日本名作怪談劇場 第9作 「怪談・牡丹燈篭 夜ごとに誘う女の死霊」（1979年、12Ch） - 飯島平左衛門
- 赤穂浪士（1979年、ABC） - 玉虫七郎右衛門
- 江戸を斬る（TBS）
  - 江戸を斬るIII 第23話「男の約束」（1977年） - 石出帯刀
  - 江戸を斬るV（1980年） 
    - 第12話「鍾馗人形殺人事件」 - 島原屋庄左衛門
    - 第16話「紫頭巾の復讐鬼」 - 乾新兵衛
- 徳川の女たち 第3部（1980年、CX）- 大江親信
- 服部半蔵 影の軍団 (1980年、KTV）
  - 第8話「潜入! 大奥の昼と夜」-讃岐屋徳兵衛
  - 第17話「生きていた闇将軍」- 桐生屋
- 赤かぶ検事奮戦記シリーズ（ABC / 松竹）
  - 赤かぶ検事奮戦記II 第7作「死人に口あり」（1981年） - 石黒泰次郎
  - 赤かぶ検事奮戦記IV 第3作「自首したキリスト」（1985年） - 裁判長
- 斬り捨て御免!（TX） 
  - 第2シリーズ 第13話「女はかない哀れ花」（1981年） - 千阿弥
  - 第3シリーズ（1982年）
    - 第7話「謀略血で染めた御用金強奪」
    - 第15話「命の綱渡り 決心の十手持ち女房」
- 日本犯科帳 隠密奉行 河童が怒る筑後川（1982年、CX）
- 時代劇スペシャル / 天下御免の頑固おやじ 大久保彦左衛門（1982年、TBS） - 大名
- 桃太郎侍（NTV / 東映） 
  - 第114話「タヌ助がかかった恋の罠」（1978年） - 佐野屋
  - 第145話「鯛より旨い鰯の人情」（1979年） - 南條の用人
  - 第156話「からくり悪党番付」」（1979年） - 大河内弾正
  - 第171話「男涙の土俵入り」（1980年） - 武蔵屋
  - 第180話「南蛮火薬に火をつけろ!」（1980年） - 大黒屋惣右衛門
  - 第194話「大江戸娘番長」（1980年） - 藤兵衛
  - 第208話「松竹梅 晴れての旅立ち」（1980年） - 板倉主膳
  - 第223話「娘剣法一番勝負」（1981年） - 中西右太夫
  - 第241話「赤い首輪をつけた猫」（1981年） - 白鷺屋
- 長七郎江戸日記 第1シリーズスペシャル3「柳生の陰謀」（1983年、NTV） - 城所
- 怪人二十面相と少年探偵団 第11,12回（1983年、関西テレビ / 宝塚映像） - 峰村欣秀
- 眠狂四郎円月殺法 第17話「美女姫身代り残忍剣-白須賀の巻-」（1983年、テレビ東京 / 歌舞伎座テレビ） - 榊原帯刀
- 時代劇スペシャル / お毒味役主丞 乾いて候（1983年、CX） - 水野忠之
- 銀河テレビ小説 新・青春戯画集（1984年） - 楳崎
- 新・なにわの源蔵事件帳 第14話「三人組の正体」（1984年、NHK大阪）
- 心はいつもラムネ色（1984年 - 1985年、NHK朝の連続テレビ小説） - 國分良一
- 風雲 柳生武芸帳（1985年、CX） - 板倉重宗
- 谷崎・その愛 我という人の心は（1985年11月16日、NHK） - フミ子の父
- 徳川風雲録 御三家の野望（1986年、CX） - 吉良上野介
- 暴れん坊将軍シリーズ（テレビ朝日 / 東映）
  - 吉宗評判記 暴れん坊将軍 - 水野忠之
    - 第37話「女の一途に目を醒ませ!」（1978年） - 腰物奉行
    - 第73話「富士の白雪に燃えた男」（1979年） - 三浦右京太夫
    - 第136話「火の山に賭けた女」（1980年） - 安藤修理

  - 暴れん坊将軍II
    - 第15話「盗人新さん 御金蔵破り!」（1983年） - 堀田長門守
    - 第37話「女もつらいよ 母なれば」（1983年） - 井筒屋
    - 第48話「初午に燃えた江戸っ子神輿」（1984年） - 大島屋孫兵衛
    - 第155話「永代橋に消えた恋!」（1986年） - 樽屋長右衛門

  - 暴れん坊将軍IV 第8話「逃げた花嫁」（1991年） - 平松久太夫
  - 暴れん坊将軍V 第29話「新さん負けるな!大競馬」（1993年） - 綿貫仙右衛門
  - 暴れん坊将軍VI 第4話「吉宗、まさかの新妻道中」（1994年） - 松平侍従康成
- 江戸を斬るVII 第8話「邪剣断った白頭巾」（1987年、TBS / C.A.L） - 沖津屋
- 名奉行 遠山の金さん（ANB / 東映） 
  - 第1シリーズ 第8話「ひょっとこ面の女」（1988年） - 井筒屋
  - 第2シリーズ 第23話「江戸ゆきさん殺人事件」（1989年）
  - 第3シリーズ 第12話「説教強盗の女」（1990年） - 佐野屋
  - 第6シリーズ 第6話「必殺 世直し人の娘」（1994年） - 野々宮
- 直木賞作家サスペンス「賀茂の蜩」（1989年、関西テレビ / 東映）
- 鬼平犯科帳（フジテレビ / 松竹） ※中村吉右衛門版
  - 第1シリーズ
    - 第12話「兇剣」（1989年）
    - 第21話「敵」（1990年） - 嘉六

  - 第7シリーズ 第9話「寒月六間堀」（1997年）
  - 第8シリーズ 第5話「はぐれ鳥」（1998年） - 宮口太平
- 阪急ドラマシリーズ / はずめ!イエローボール（1987年、KTV）
- 花の生涯 井伊大老と桜田門（1988年、CX） - 間部詮勝
- 土曜ワイド劇場 幻の船連続殺人「東京エリート刑事vs大阪根性刑事　南国土佐で恋の対決!?」（1988年、ABC） - 矢野
- 風雲!真田幸村 第1話「家康お命頂戴!悪を斬る必殺六文銭」（1989年、TX） - 板倉勝重
- 月影兵庫あばれ旅 第1シリーズ 第13話「決闘・無明ヶ原」（1989年、TX / 松竹） - 宇合
- 新春時代劇スペシャル / 樅ノ木は残った（1990年、NTV） - 板倉内膳正
- 付き馬屋おえん事件帳 第4話「かまいたち」（1990年、TX）
- 花真珠（1990年、よみうりテレビ・宝塚映像）
- 江戸中町奉行所 第1シリーズ 第8話「禁断の愛に泣く女」（1990年、TX）
- お江戸捕物日記 照姫七変化 第7話「三匹の暴走旗本」（1991年、フジテレビ / 東映）
- また又・三匹が斬る! 第16話「偽三匹、どんでん返しの離れ業」（1991年9月5日、テレビ朝日系）- 夕月村の村長
- 喧嘩屋右近 第1シリーズ 第10話「盗むは極楽、戻すは地獄」（1992年、TX）
- 刑事ガンさんシリーズ 第2作「京都嵐山紅葉祭り殺人事件」（1993年、TBS / 松竹）
- 七つの離婚サスペンス「ピエロ」（1993年1月、関西テレビ / 東映） - 仲人
- あばれ八州御用旅 第4シリーズ 第8話「消えた八千両 悲しい女の夢芝居」（1994年）- 永井頼母
- はぐれ医者・お命預かります! 第1話「快楽殺人」（1995年、ABC） - 猪俣
- 水戸黄門外伝 かげろう忍法帖 第13話「悪党共よ夢をみろ」（1995年、TBS） - 吉田兵庫
- 月曜ドラマスペシャル / 保護司堂本ガンバります!郡上八幡連続殺人事件（1996年、TBS）
- 金曜エンタテイメント / ナニワ金融道 第1作（1996年、CX）
- 銭形平次（フジテレビ） ※北大路欣也版
  - 第3シリーズ 第15話「ひょうたん供養」（1993年） - 瓢々斎佐兵衛
  - 第4シリーズ 第5話「最後の賭け」（1994年）
- 八丁堀の七人 第1シリーズ 第3話「与力をつけ狙う女!自害した姉の秘密…」（2000年、ANB）
- 笹沢左保サスペンス「危険な協奏曲」（2000年、NHK-BS2）
- 金曜エンタテイメント 山村美紗サスペンス 第2作「京都・呪いの十二単衣殺人事件」（2000年、CX）
- ドラマ愛の詩 浪花少年探偵団 第3話「しのぶセンセと家なき子」（2000年、NHK-Eテレ） - 緑荘大家
- 料理少年Kタロー 第1話「Kタローvsストーカー」（2001年、NHK-Eテレ）
- ドラマ愛の詩 新・ズッコケ三人組 第9話「ズッコケ海底大陸の謎・前編」（2002年、NHK総合） - 老人
- 風のハルカ 最終週「幸せの風につつまれて」（2005年、NHK-BS2/連続テレビ小説第73作） - 濱野額蔵
- 土曜ドラマ ジャッジ 〜島の裁判官奮闘記〜 第4話「命」（2007年、NHK） - 玄

### 映画
- 武器なき斗い（1960年、大東映画） - 刑事
- やくざ戦争 日本の首領（1977年、東映） - 吉川
- 兎の眼（1979年、共同映画） - 校長
- 忠臣蔵外伝 四谷怪談（1994年、松竹）
- プライド 運命の瞬間（1998年、東映） - 梅津美治郎

### 舞台
- 福島演劇鑑賞会
  - 第31回例会「小麦色の仲間達」（1965年） - 平野良作
- 大阪新劇フェスティバル
  - 第12回公演「遁走譜」（1984年） - 樺山源吾 ※男優演技賞
- 関西芸術座公演
  - 「キューポラのある街」（1962年）
  - 「奇蹟の人」（1977年）
  - 第41回「芒ノ原デ言祝ギテ」（2001年） - 村中清太郎（声）
  - 第43回「請願」（2001年） - サー・エドムンド・ミルン
  - 第48回「姥ざかり」（2001年） - 比翼会会長・島田
  - 創立50周年記念公演「ロミオとジュリエット」（2007年） - 鏑木勇

など

### ラジオドラマ
- 少年探偵団（1955年） - 明智小五郎
- 金田一耕助シリーズ「鴉」（1975年11月8日、NHK文芸劇場）- 磯川警部
- FMラジオ劇場「嵯峨野・竹の秋」（1981年）
- NHK FMシアター「甲子園より愛をこめて」（1990年1月13日）